# Berteștii de Jos
Berteștii de Jos è un comune della Romania di 3 165 abitanti, ubicato nel distretto di Brăila, nella regione storica della Muntenia.
Il comune è formato dall'unione di 4 villaggi: Berteștii de Jos, Berteștii de Sus, Gura Călmățui, Spiru Haret.